# クリス・アバロス
クリス・アバロス（Chris Avalos、1989年11月5日 - ）は、アメリカ合衆国の男性プロボクサー。カリフォルニア州ランカスター出身。パワフルなコンビネーションが武器で攻防術と戦術のバランスが取れた強打者。愛称はThe Hitman(殺し屋)。

## 来歴
アマチュア時代のアバロスは104戦戦っているが、ビックタイトルは獲得したことはなかった。
2008年2月1日、ミネソタ州でデビューしたアバロスは3回TKO勝ちで白星でデビューを飾った。
2008年6月27日、クリスチャン・クルスと対戦し初回1分25秒TKO勝ち。
2009年5月1日、セザー・ロペスと対戦し初回1分50秒TKO勝ち。
2009年9月18日、ジョバンニ・カロと対戦し4回2分15秒KO勝ち。
2010年1月29日、山中慎介と対戦することになるホセ・ニエベスと対戦し4回2分20秒KO勝ち。
2010年4月24日、NABO北米バンタム級王座決定戦をファン・アルベルト・モリーナと対戦し2回終了時棄権で王座獲得に成功した。
2010年8月6日、クリストファー・マーティンと対戦し10回1-2(98-94、92-98、93-97)の判定負けでキャリア初黒星。
2011年6月10日、カハビブ・スレイマノブとWBOインターコンチネンタルスーパーバンタム級並びにNABA北米スーパーバンタム級王座決定戦を行い初回と3回にダウンを奪う、3回に減点されるが10回3-0(97-90、96-91、95-92)の判定勝ちで王座獲得に成功した。
2011年12月2日、後のIBF世界スーパーバンタム級王者ジョナサン・ロメロと対戦し初回にダウンを奪うもロメロの技巧に苦戦し10回1-2(93-96、95-94、94-95)の判定負け。
2012年8月10日、イェニエフ・ビンセンテと対戦し5回にダウンを奪い10回3-0(3者とも97-92)の判定勝ちで再起を果たした。
2013年2月23日、ホセ・ルイス・アライーザと対戦し4回1分42秒TKO勝ち。
2013年7月12日、NABO北米スーパーバンタム級王座決定戦を元WBA世界スーパーフライ級暫定王者ドリアン・フランシスコと対戦し10回3-0(2者が97-93、96-94)の判定勝ちで王座獲得に成功した。
2013年11月16日、元OPBF東洋太平洋バンタム級王者ロリー松下と対戦し3回1分51秒TKO勝ち。
2014年5月31日、マカオのザ・ベネチアン・マカオ内コタイ・アリーナでノニト・ドネアVSシンピウィ・ベトイェカの前座で石本康隆とIBF世界スーパーバンタム級指名挑戦者決定戦を行い、8回44秒TKO勝ちで指名挑戦権獲得に成功した。
2014年8月4日、WBOからWBA・WBO世界スーパーバンタム級スーパー王者ギレルモ・リゴンドウと指名試合を行うよう命令が出されたが、陣営は入札にも参加せず後日挑戦を辞退することを表明。IBF世界スーパーバンタム級王者カール・フランプトンとの対戦へ動きだした。
2015年2月28日、北アイルランドのベルファストにあるオデッセイ・アリーナでカール・フランプトンと対戦するが、5回1分33秒TKO負けを喫し王座獲得に失敗した。イギリスの地上波放送局ITVがこの試合を放送して110万人が視聴した。
2015年9月11日、ラスベガスで後のWBO世界フェザー級王者オスカル・バルデスと対戦し、5回TKO負けを喫した。
2016年2月、所属していたボブ・アラムのトップランク社を解雇される。

## 獲得タイトル
- NABO北米バンタム級王座
- WBOインターコンチネンタルスーパーバンタム級王座
- NABA北米スーパーバンタム級王座
- NABO北米スーパーバンタム級王座
- IBFパンパシフィックスーパーバンタム級王座